# 德弗爾斯埃爾博 (密蘇里州)
德弗爾斯埃爾博（英語：Devils Elbow）是位於美國密蘇里州普瓦斯基縣的非建制地區。

## 歷史
德弗爾斯埃爾博的郵局自1927年營運至今。

## 地理
德弗爾斯埃爾博所處的海拔為高於海平面228米（即748英呎），而該地所採用的時區為UTC-6，即北美中部時區（CST）。同時該地設有夏令時間，為UTC-6調快一小時，即UTC-5（CDT）。